# Alirezá Kesgáján
Alirezá Kesgáján (perzsául: علی‌رضا قشقاییان; Siráz, 1954. február 27. –) iráni válogatott labdarúgó.

## Pályafutása

### Klubcsapatban
1974 és 1979 között a Bark Siráz csapatában játszott. Az iráni forradalmat követően Svédországba távozott, ahol a Falu FK és a Trollhättan csapatában szerepelt. 

### A válogatottban
1975 és 1978 között 5 alkalommal szerepelt az iráni válogatottban. Részt vett az 1978-as világbajnokságon.